# NEO: The World Ends with You
NEO: The World Ends with You (新すばらしきこのせかい?, Shin subarashiki kono sekai) è un videogioco di genere action RPG prodotto da Square Enix per Nintendo Switch, PlayStation 4 e Microsoft Windows sviluppato dalla Creative Business Unit I. Come confermato dal direttore artistico Tetsuya Nomura, il capitolo è il sequel dell'adattamento anime di The World Ends with You (che segue fedelmente gli eventi del primo gioco).

## Trama
I giocatori vestiranno i panni del nuovo protagonista, Rindo, in una rivisitata Shibuya, in cui si svolgerà ancora una volta il Gioco dei Reaper. Al cast si aggiungono nuovi personaggi, tra cui Fret e Nagi. È inoltre confermato il ritorno dei mietitori Kōki Kariya e Shō Minamimoto (quest'ultimo come personaggio giocabile).

## Modalità di gioco
A differenza del precedente capitolo che aveva uno stile più "manga", la città di Tokyo stavolta è completamente in grafica 3D e i giocatori avranno la possibilità di esplorare più a fondo questa città molto movimentata e le sequenze di battaglia sono state migliorate e con un nuovo stile grafico.

## Sviluppo
Nel corso del 2010 Tetsuya Nomura, uno dei direttori artistici della serie di The World Ends with You, dichiarò che il team di sviluppo era intenzionato alla produzione di un seguito del primo capitolo. Nel settembre 2011, in un'altra dichiarazione sulla rivista Famitsū, Nomura puntualizzò "che la presenza di Neku [in Kingdom Hearts n.d.r] porta in sé la conferma di un possibile futuro per The World Ends With You, "qualcosa" su cui Square Enix sta lavorando". Il 17 novembre 2020 Square Enix lanciò un misterioso sito teaser nel quale figurava l'immagine "TIMELIMIT IN 7 DAYS", riaprendo le porte al possibile annuncio di un sequel della saga. Il 23 novembre, al termine del countdown, viene annunciato con un teaser NEO: The World Ends with You. Il 9 aprile 2021, poche ore prima della trasmissione dell'anime di The World Ends with You, Square Enix annuncia la data d'uscita del prodotto: 27 luglio 2021 in tutto il mondo e uscita su PC nel corso del 2021.

## Localizzazione occidentale
La localizzazione in lingua inglese del gioco, utilizzata anche nei Paesi europei tradotta nelle proprie e rispettive lingue, è stata criticata perché i dialoghi avrebbero subito una "occidentalizzazione" con riferimenti alla politica progressista occidentale moderna, tra cui riferimenti anti-capitalisti e sull'appropriazione culturale, e non presenti nella versione originale giapponese del gioco. I personaggi e le loro caratterizzazioni sarebbero stati inoltre "snaturati" rispetto a come concepiti originariamente per essere anch'essi occidentalizzati.